# Đá Bắc (Trường Sa)
Đá Bắc là một rạn san hô thuộc cụm Song Tử của quần đảo Trường Sa. Đá này nằm về phía đông bắc của đảo Song Tử Đông.
Đá Bắc là đối tượng tranh chấp giữa Việt Nam, Đài Loan, Philippines và Trung Quốc. Hiện chưa rõ nước nào thực sự kiểm soát đá này.
- Tên gọi: đá Bắc; tiếng Anh: North Reef; tiếng Filipino: Hilaga; tiếng Trung: 贡土礁; bính âm: Gòngtǔ jiāo, Hán-Việt: Cống Thổ tiêu.
- Đặc điểm: Đá có dạng giống như đầu của cây nấm, mặt ngoài ở phía đông và phía bắc có nhiều đá bao bọc.Bãi san hô Đá Bắc có diện tích khoảng 3 km².[1]

## Hình ảnh
| Đá Bắc Đảo Song Tử Đông Đảo Song Tử Tây Đá Nam Bãi Núi Cầu Bãi Đinh Ba Ảnh Chụp vệ tinh đá Bắc và các thực thể thuộc Cụm Song Tử (nguồn: NASA). |